# Хала аль-Турк
Хала аль-Турк (араб. حلا الترك‎; род. 15 мая 2002, Манама) — бахрейнская певица, танцовщица и актриса иордано-сирийского происхождения.

## Биография

### Детство и начало карьеры
Хала аль-Турк родилась 15 мая 2002 года в Манаме в семье отца-иорданца и матери-сирийки. Она начала карьеру певицы в возрасте 7 лет, её первый сингл «Ya Rayeh» стал хитом, заняв первое место в чарте Arab Radio Airplay. 
Через два года, благодаря участию в шоу «У арабов есть талант» Хала стала более знаменитой.

### Карьера ведущей и певицы
В 2011 и 2012 годах вышли песни «Bnayty El Habooba», «Baba Nezel Ma'asha» и «Zahgana», которые принесли юной певице известность, став лидерами по количеству просмотров на YouTube, что сделало её самой популярной детской певицей.
В октябре 2013 года был выпущен её сингл «Happy Happy», который стал самым успешным в её карьере; в августе 2015 года было объявлено, что клип заработал более 100 миллионов просмотров на YouTube.
В 2014 году в возрасте 12 лет Хала аль-Турк стала одной из ведущих музыкальной программы «Он, он и она», но при этом её образ был затем раскритикован из-за яркого не по возрасту макияжа.
В январе 2015 года её продюсером стал её отец, который возглавляет компанию AlTurk Productions. После того как её отец стал её продюсером был выпущен новый клип «Live In The Moment», после чего 12-летнюю певицу стали сравнивать с Селеной Гомес из-за похожей внешности и исполнения песни на английском языке. 
В декабре 2017 года к Национальному дню королевства Бахрейн вышел её новый клип «A3shak Deraty», которая имела большой успех на телевидении и в социальных сетях. 
Летом 2018 года были выпущены клипы «Mamnoo Ellames» и «Ok Habibi», которые закрепили её популярность среди молодёжи. В декабре 2018 года вышел новый клип с песней «Nahwaky Ya ElBahrain», который вышел по случаю 47-й годовщины образования государства; в клипе она исполняла свою песню с группой детей и подростков, которые были на заднем плане. По итогам года она получила премию Arab Music Awards, как лучшая певица на арабском языке.
В сентябре 2019 года получила премию Nickelodeon’s Kids’ Choice Awards в номинации «Любимая артистка».
В ноябре 2020 года её новый клип с песней «Shtebi Menni», где она исполнила отрывок из популярной песни, представ в трёх образах, а после своего выхода клип приобрёл высокую популярность и стал распространяться по соцсетям.
В январе 2022 года вышел клип с её новой песней «Ana Magnoona», которая принесла ей оглушительный успех; в клипе она появилась в трёх образах (чёрном, белом и розовом) и исполнила танцевальные движения с группой девушек. В августе того же года был выпущен новый видеоклип с песней «Allo Ya Habibti», которая была исполнена на египетском диалекте арабского языка; в клипе она предстала в нескольких образах и исполнила восточные танцы с группой девушек. После выхода клип в первые часы собрал более 700 тысяч просмотров на YouTube и был высоко оценён поклонниками за танцевальную музыку и живую атмосферу.

### Сотрудничество
Помимо творческой деятельности, певица известна продвижением собственной линии по производству косметики Hala Cosmetics, а также сотрудничает с такими ритейлерами, как Max, для продвижения их модных линий.